# ハンス・ブラウン

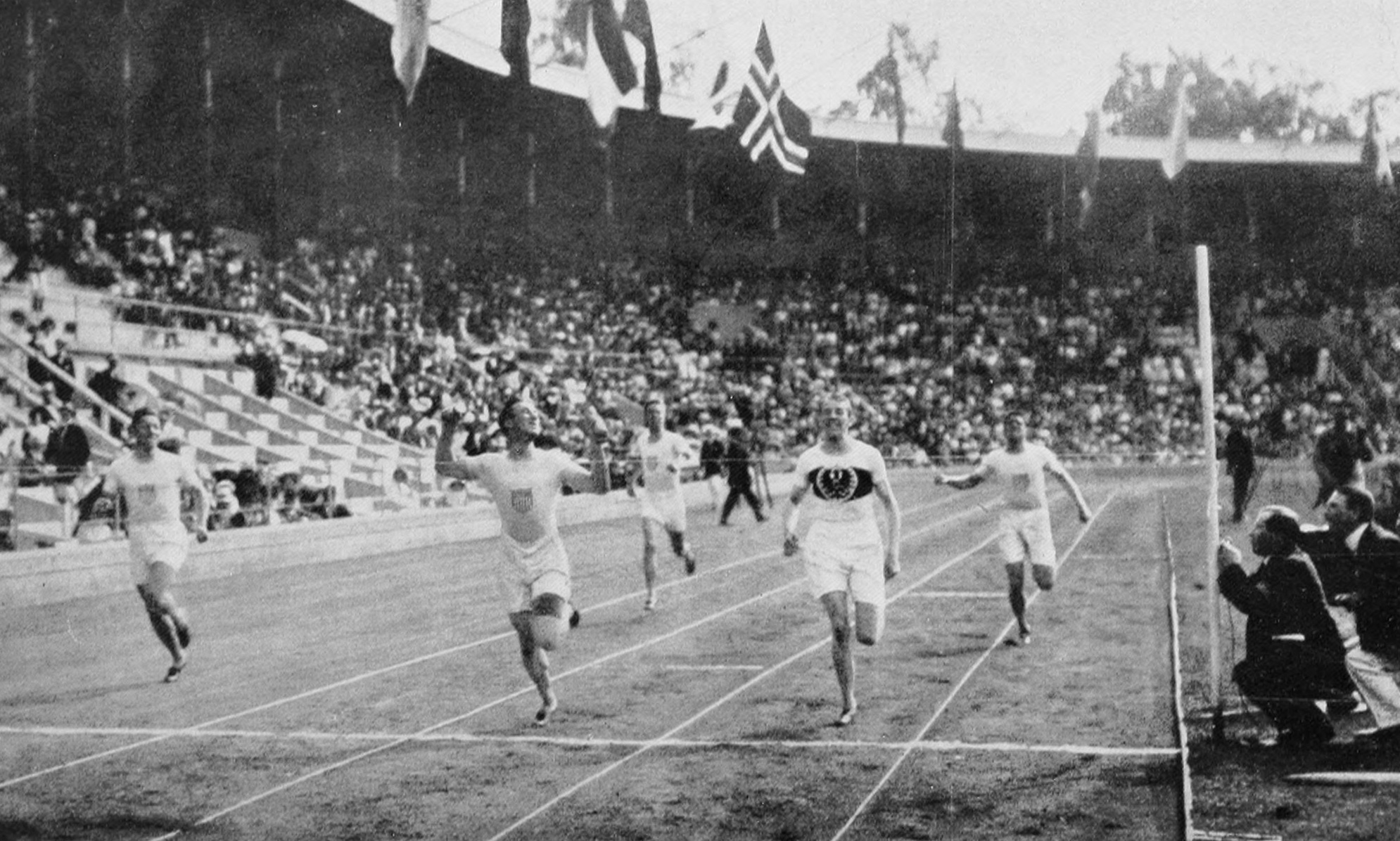
1912年ストックホルムオリンピックの400m決勝。手を挙げているのが優勝したチャールズ・レイドパスで、その右の選手がブラウン。

ハンス・ブラウン (Hanns Braun、1886年10月26日- 1918年10月9日)は、ドイツの陸上競技選手である。

## 経歴
ブラウンは1908年ロンドンオリンピックの800mに出場。予選で1分58秒0という記録で決勝進出を決めると、決勝では1分55秒2という前回大会の優勝タイムより0.8秒もいいタイムでゴールするも、優勝したアメリカのメルビン・シェパードはそれよりも2秒以上も早いタイムでゴールし結果は銅メダルであった。
また、ブラウンはメドレーリレーにも出場。ドイツのアンカーとして1600mで行われたレースのうち800mを担当した。予選ではオランダと対戦し、3分43秒2で余裕で決勝に進出を決める。しかし、決勝ではブラウンにわたるまでの前の3人が走り終えたところで、ドイツは3位の位置と苦しいレースになった。2位のハンガリーとは4～5メートルの差であったが、ブラウンは逆転し2位でゴール。金メダルのアメリカに次ぎ銀メダルを獲得した。
ブラウンはさらに1500mにも出場したが、予選で4分18秒2のタイムで3位となり決勝に出場することはできなかった。
ブラウンは1912年に開催されたストックホルムオリンピックにも出場して、400mで銀メダルを獲得している。
なお、ブラウンは第一次世界大戦に従軍中の1918年、フランス、エーヌ県サン＝カンタン付近で、操縦していた戦闘機が墜落して死亡した。